# Lista di centrali nucleari

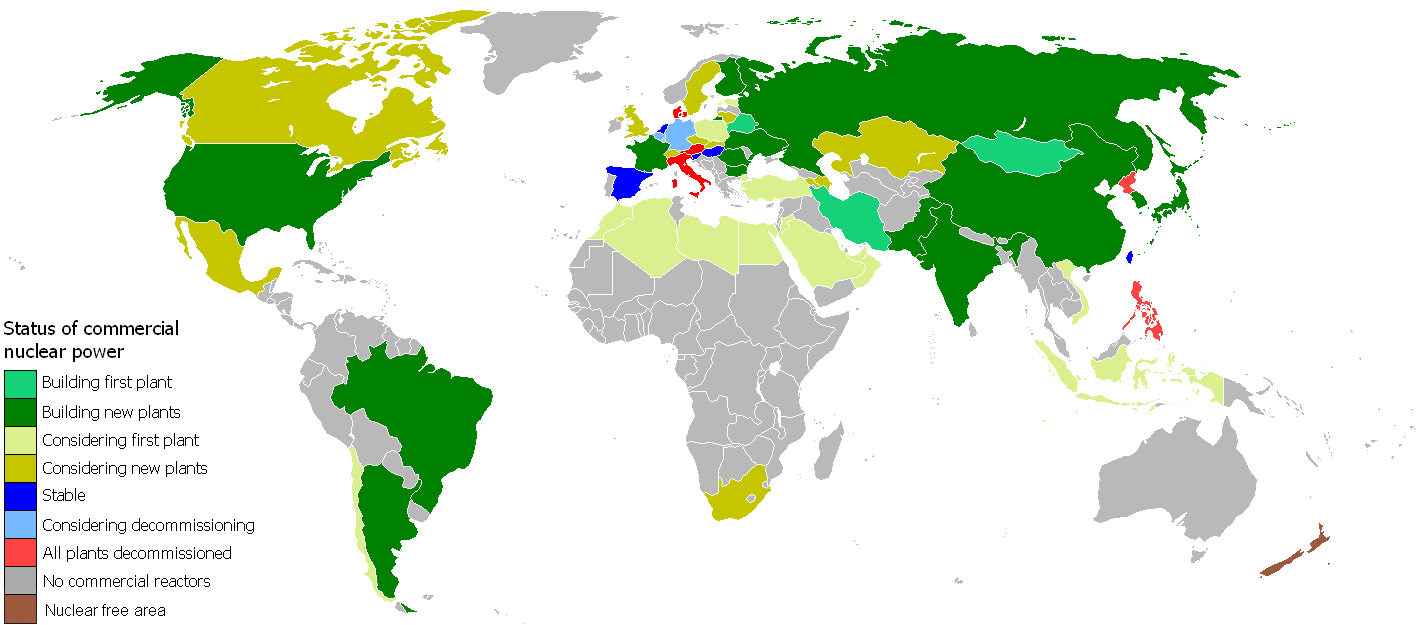
centrali a energia nucleare in costruzione (2009)

Questa pagina elenca, in ordine alfabetico, tutte le centrali nucleari con potenza installata maggiore di 1000 MW in capacità netta.
Una centrale elettronucleare è composta da uno o più reattori la cui potenza varia da poche centinaia di megawatt a oltre 1000.
| Installazione                                   | Capacità (MW) | Reattori | Tipo     | Anno          | Paese         | Coordinate geografiche      | Note  |
| ----------------------------------------------- | ------------- | -------- | -------- | ------------- | ------------- | --------------------------- | ----- |
| Centrale nucleare di Almaraz                    | 1 900         | 2        | PWR      | 1983          | Spagna        | 39°48′29″N 5°41′49″W        |       |
| Centrale nucleare di Angra                      | 1 855         | 2        | PWR      | 1985          | Brasile       | 23°00′30″S 44°28′26″W       |       |
| Centrale nucleare Arkansas Nuclear One          | 1 776         | 2        | PWR      | 1974          | Stati Uniti   | 35°18′37″N 93°13′53″W       |       |
| Centrale nucleare di Ascó                       | 2 060         | 2        | PWR      | 1984          | Spagna        | 41°12′00″N 0°34′10″E        |       |
| Centrale nucleare di Atucha                     | 1 097         | 2        | PHWR     | 1974          | Argentina     | 33°58′01″S 59°12′21″W       |       |
| Centrale nucleare di Balakovo                   | 4 000         | 4        | PWR      | 1986          | Russia        | 52°05′28″N 47°57′19″E       |       |
| Centrale nucleare di Beaver Valley              | 1 890         | 2        | PWR      | 1976          | Stati Uniti   | 40°37′24″N 80°25′50″W       |       |
| Centrale nucleare di Belleville                 | 2 620         | 2        | PWR      | 1988          | Francia       | 47°30′35″N 2°52′30″E        |       |
| Centrale nucleare di Beloyarsk                  | 1 349         | 2        | FBR      | 1964          | Russia        | 56°50′29.76″N 61°19′20.64″E |       |
| Centrale nucleare di Biblis                     | 2 525         | 2        | PWR      | 1975          | Germania      | 49°42′36″N 8°24′55″E        |       |
| Centrale nucleare del Blayais                   | 3 640         | 4        | PWR      | 1981          | Francia       | 45°15′09.72″N 0°41′26.88″W  |       |
| Centrale nucleare del Borssele                  | 0 515         | 1        | PWR      | 1973          | Paesi Bassi   | 51°25′51″N 3°43′06″E        |       |
| Centrale nucleare di Braidwood                  | 2 362         | 2        | PWR      | 1987          | Stati Uniti   | 41°14′37″N 88°13′45″W       |       |
| Centrale nucleare di Brokdorf                   | 1 440         | 1        | PWR      | 1986          | Germania      | 53°51′03″N 9°20′41″E        |       |
| Centrale nucleare di Browns Ferry               | 3 297         | 3        | BWR      | 1974          | Stati Uniti   | 34°42′14″N 87°07′07″W       |       |
| Centrale nucleare di Bruce                      | 6 193         | 8        | PHWR     | 1977          | Canada        | 44°19′31″N 81°35′58″W       |       |
| Centrale nucleare di Bugey                      | 3 724         | 4        | PWR      | 1972          | Francia       | 45°47′54″N 5°16′15″E        |       |
| Centrale nucleare di Bushehr                    | 0 915         | 1        | VVER     | 2012          | Iran          | 28°49′44.4″N 50°53′13.2″E   |       |
| Centrale nucleare di Callaway                   | 1 236         | 1        | PWR      | 1984          | Stati Uniti   | 38°45′42″N 91°46′48″W       |       |
| Centrale nucleare di Calvert Cliffs             | 1 000         | 2        | PWR      | 1975          | Stati Uniti   | 38°25′55″N 76°26′32″W       |       |
| Centrale nucleare di Cattenom                   | 5 200         | 4        | PWR      | 1986          | Francia       | 49°24′57″N 6°13′05″E        |       |
| Centrale nucleare di Cernavodă                  | 1 412         | 2        | PHWR     | 1996          | Romania       | 44°19′20″N 28°03′26″E       |       |
| Centrale nucleare di Changjiang                 | 1 202         | 2        | PWR      | 2015          | Cina          | 19°27′35.7″N 108°53′55.82″E |       |
| Centrale nucleare di Chasnupp                   | 1 225         | 4        | PWR      | 2000          | Pakistan      | 32°23′30.57″N 71°27′42.35″E |       |
| Centrale nucleare di Chinon                     | 3 816         | 4        | PWR      | 1964          | Francia       | 47°13′50″N 0°10′14″E        |       |
| Centrale nucleare di Chin Shan                  | 1 208         | 2        | BWR      | 1978          | Taiwan        | 25°17′29″N 121°34′04″E      | [ 1 ] |
| Centrale nucleare di Chooz                      | 3 120         | 2        | PWR      | 1996          | Francia       | 50°05′24″N 4°47′22″E        |       |
| Centrale nucleare di Civaux                     | 3 122         | 2        | PWR      | 2002          | Francia       | 46°27′24″N 0°39′10″E        |       |
| Centrale nucleare di Clinton                    | 1 043         | 1        | BWR      | 1987          | Stati Uniti   | 40°10′20″N 88°50′06″W       |       |
| Centrale nucleare di Cofrentes                  | 1 092         | 1        | BWR      | 1987          | Spagna        | 39°13′00″N 1°03′00″W        |       |
| Centrale nucleare di Columbia                   | 1 250         | 1        | BWR      | 1984          | Stati Uniti   | 46°28′16″N 119°20′02″W      |       |
| Centrale nucleare di Comanche Peak              | 2 208         | 2        | PWR      | 1990          | Stati Uniti   | 32°17′54″N 97°47′06″W       |       |
| Centrale nucleare di Cruas                      | 3 824         | 4        | PWR      | 1984          | Francia       | 44°37′59″N 4°45′24″E        |       |
| Centrale nucleare di Dampierre                  | 3 560         | 4        | PWR      | 1980          | Francia       | 47°43′47.28″N 2°31′00.12″E  |       |
| Centrale nucleare di Darlington                 | 3 740         | 4        | PHWR     | 1990          | Canada        | 43°52′22″N 78°43′11″W       |       |
| Centrale nucleare di Diablo Canyon              | 2 256         | 2        | PWR      | 1985          | Stati Uniti   | 35°12′39″N 120°51′22″W      |       |
| Centrale nucleare di Doel                       | 2 963         | 4        | PWR      | 1975          | Belgio        | 51°19′29″N 4°15′31″E        |       |
| Centrale nucleare di Donald C. Cook             | 2 110         | 2        | PWR      | 1975          | Stati Uniti   | 41°58′31″N 86°33′57″W       |       |
| Centrale nucleare di Dukovany                   | 1 776         | 4        | VVER     | 1985          | Rep. Ceca     | 49°05′06″N 16°08′56″E       |       |
| Centrale nucleare di Dungeness                  | 1 200         | 2        | AGR      | 1965          | Regno Unito   | 50°54′50″N 0°57′50″E        |       |
| Centrale nucleare di Edwin Hatch                | 1 726         | 2        | BWR      | 1975          | Stati Uniti   | 31°56′03″N 82°20′38″W       |       |
| Centrale nucleare di Embalse                    | 0 600         | 1        | PHWR     | 1984          | Argentina     | 32°13′55.02″S 64°26′37.5″W  |       |
| Centrale nucleare di Emsland                    | 1 400         | 1        | PWR      | 1988          | Germania      | 52°28′27″N 7°19′04″E        |       |
| Centrale nucleare Enrico Fermi                  | 1 192         | 1        | BWR      | 1966          | Stati Uniti   | 41°57′46″N 83°15′27″W       |       |
| Centrale nucleare di Fangchenggang              | 2 160         | 2        | PWR      | 2016          | Cina          | 21°40′36″N 108°33′38″E      |       |
| Centrale nucleare di Fessenheim                 | 1 760         | 2        | PWR      | 1977          | Francia       | 47°54′13″N 7°33′45″E        |       |
| Centrale nucleare di Flamanville                | 2 764         | 2        | PWR      | 1986          | Francia       | 49°32′11″N 1°52′54″W        |       |
| Centrale nucleare di Forsmark                   | 3 087         | 3        | BWR      | 1980          | Svezia        | 60°24′12″N 18°10′00″E       |       |
| Centrale nucleare di Fukushima I                | 4 696         | 4        | BWR      | 1971          | Giappone      | 37°25′17″N 141°01′57″E      |       |
| Centrale nucleare di Fukushima II               | 4 400         | 4        | BWR      | 1982          | Giappone      | 37°19′10″N 141°01′16″E      |       |
| Centrale nucleare di Fuqing                     | 4 320         | 4        | PWR      | 2014          | Cina          | 25°26′39″N 119°26′46″E      | [ 2 ] |
| Centrale nucleare di Genkai                     | 3 478         | 3        | PWR      | 1975          | Giappone      | 33°30′56″N 129°50′14″E      |       |
| Centrale nucleare di Golfech                    | 2 726         | 2        | PWR      | 1991          | Francia       | 44°06′24″N 0°50′43″E        |       |
| Centrale nucleare di Gösgen                     | 1 020         | 1        | PWR      | 1979          | Svizzera      | 47°21′57″N 7°58′00″E        |       |
| Centrale nucleare di Grafenrheinfeld            | 1 345         | 1        | PWR      | 1981          | Germania      | 49°59′02″N 10°11′05″E       |       |
| Centrale nucleare di Gravelines                 | 5 460         | 6        | PWR      | 1980          | Francia       | 51°00′55″N 2°08′10″E        |       |
| Centrale nucleare di Greifswald                 | 1 760         | 5        | VVER     | 1974          | Germania      | 54°08′26″N 13°39′52″E       |       |
| Centrale nucleare di Grohnde                    | 1 430         | 1        | PWR      | 1984          | Germania      | 52°02′07″N 9°24′48″E        |       |
| Centrale nucleare di Guangdong                  | 1 888         | 2        | PWR      | 1994          | Cina          | 22°35′52″N 114°32′37″E      |       |
| Centrale nucleare di Gundremmingen              | 2 938         | 2        | BWR      | 1967          | Germania      | 48°30′53″N 10°24′08″E       |       |
| Centrale nucleare di Haiyang                    | 2 500         | 2        | PWR      | 2018          | Cina          | 36°42′33″N 121°22′54″E      |       |
| Centrale nucleare di Hamaoka                    | 4 997         | 3        | BWR/ABWR | 1976          | Giappone      | 34°37′25″N 138°08′33″E      |       |
| Centrale nucleare di Hanbit                     | 5 875         | 6        | PWR      | 1986          | Corea del Sud | 35°24′54″N 126°25′26″E      | [ 3 ] |
| Centrale nucleare di Hanul                      | 5 873         | 6        | PWR      | 1988          | Corea del Sud | 37°05′34″N 129°22′59″E      | [ 3 ] |
| Centrale nucleare di Hartlepool                 | 1 575         | 2        | AGR      | 1989          | Regno Unito   | 54°38′06″N 1°10′51″W        |       |
| Centrale nucleare di Higashidōri                | 1 100         | 1        | BWR      | 2005          | Giappone      | 41°11′17″N 141°23′25″E      |       |
| Centrale nucleare di Hinkley Point B            | 1 250         | 2        | GCR/AGR  | 1976          | Regno Unito   | 51°12′33″N 3°07′39″W        |       |
| Centrale nucleare di Hongyanhe                  | 6 400         | 5        | PWR      | 2013          | Cina          | 39°47′52″N 121°28′19″E      | [ 4 ] |
| Centrale nucleare di Hope Creek                 | 1 120         | 1        | BWR      | 1986          | Stati Uniti   | 39°28′04″N 75°32′17″W       |       |
| Centrale nucleare di Hunterston B               | 1 190         | 2        | GCR/AGR  | 1976          | Regno Unito   | 55°43′20″N 4°53′24″W        |       |
| Centrale nucleare di Ignalina                   | 1 300         | 2        | LWGR     | 1984          | Lituania      | 55°36′16″N 26°33′36″E       |       |
| Centrale nucleare di Ikata                      | 2 022         | 2        | PWR      | 1977          | Giappone      | 33°29′27″N 132°18′41″E      |       |
| Centrale nucleare di Indian Point Energy Center | 2 050         | 3        | PWR      | 1962          | Stati Uniti   | 41°16′11″N 73°57′08″W       |       |
| Centrale nucleare di Isar                       | 2 387         | 1        | PWR      | 1979          | Germania      | 48°36′20″N 12°17′35″E       |       |
| Centrale nucleare Joseph M. Farley              | 1 820         | 2        | PWR      | 1977          | Stati Uniti   | 31°13′23″N 85°06′42″W       |       |
| Centrale nucleare di Kaiga                      | 0 808         | 4        | PHWR     | 2000          | India         | 14°52′00″N 74°26′20″E       |       |
| Centrale nucleare di Kakrapar                   | 1 664         | 3        | PHWR     | 1993          | India         | 21°14′19″N 73°21′00″E       |       |
| Centrale nucleare di Kalinin                    | 3 000         | 4        | VVER     | 1985          | Russia        | 57°54′20″N 35°03′37″E       |       |
| Centrale nucleare KANUPP                        | 2 028         | 2        | PWR      | 1972          | Pakistan      | 24°50′55″N 66°46′55″E       |       |
| Centrale nucleare di Kashiwazaki-Kariwa         | 7 965         | 7        | BWR/ABWR | 1997          | Giappone      | 37°25′45″N 138°35′43″E      |       |
| Centrale nucleare di Khmelnitskiy               | 1 900         | 2        | VVER     | 1987          | Ucraina       | 50°18′05″N 26°38′59″E       |       |
| Centrale nucleare di Koeberg                    | 1 800         | 2        | PWR      | 1984          | Sudafrica     | 33°40′35″S 18°25′55″E       |       |
| Centrale nucleare di Kola                       | 1 760         | 4        | VVER     | 1973          | Russia        | 67°28′00″N 32°28′00″E       |       |
| Centrale nucleare di Kori                       | 2 663         | 3        | PWR      | 1978          | Corea del Sud | 35°19′01″N 129°18′00″E      | [ 3 ] |
| Centrale nucleare di Kozloduj                   | 3 760         | 2        | VVER     | 1974          | Bulgaria      | 43°44′46″N 23°46′14″E       |       |
| Centrale nucleare di Krümmel                    | 1 401         | 1        | BWR      | 1984          | Germania      | 53°24′36″N 10°24′32″E       |       |
| Centrale nucleare di Kudankulam                 | 2 000         | 2        | VVER     | 2014          | India         | 8°10′06″N 77°42′45″E        |       |
| Centrale nucleare di Kuosheng                   | 1 933         | 2        | BWR      | 1981          | Taiwan        | 25°12′11″N 121°39′46″E      | [ 1 ] |
| Centrale nucleare di Kursk                      | 4 000         | 4        | LWGR     | 1977          | Russia        | 51°40′30″N 35°36′20″E       |       |
| Centrale nucleare di Laguna Verde               | 1 300         | 2        | BWR      | 1990          | Messico       | 19°43′15″N 96°24′23″W       |       |
| Centrale nucleare di Leibstadt                  | 1 220         | 1        | BWR      | 1984          | Svizzera      | 47°36′11″N 8°11′05″E        |       |
| Centrale nucleare di Lemóniz                    | 1 800         | 2        | BWR      | non operativa | Spagna        | 43°26′00″N 2°52′21″W        |       |
| Centrale nucleare di Leningrad                  | 4 000         | 3        | LWGR     | 1974          | Russia        | 59°50′50″N 29°02′37″E       |       |
| Centrale nucleare di Ling Ao                    | 3 876         | 4        | PWR      | 2002          | Cina          | 22°36′22″N 114°33′10″E      |       |
| Centrale nucleare di Loviisa                    | 1 020         | 2        | VVER     | 1977          | Finlandia     | 60°22′20″N 26°20′50″E       |       |
| Centrale nucleare di Lungmen                    | 1 300         | 2        | ABWR     | non operativa | Taiwan        | 25°02′19″N 121°55′27″E      | [ 1 ] |
| Centrale nucleare di Maanshan                   | 1 808         | 2        | PWR      | 1984          | Taiwan        | 21°57′29″N 120°45′06″E      | [ 1 ] |
| Centrale nucleare di Madras                     | 0 410         | 2        | PHWR     | 1984          | India         | 12°33′30″N 80°10′30″E       |       |
| Centrale nucleare di Metsamor                   | 0 376         | 1        | VVER     | 1977          | Armenia       | 40°10′51.04″N 44°08′56.07″E |       |
| Centrale nucleare di Mihama                     | 0 780         | 1        | PWR      | 1970          | Giappone      | 35°42′09″N 135°57′48″E      |       |
| Centrale nucleare di Millstone                  | 2 030         | 3        | BWR/PWR  | 1971          | Stati Uniti   | 41°18′43″N 72°10′07″W       |       |
| Centrale nucleare di Narora                     | 0 404         | 2        | PHWR     | 1991          | India         | 28°09′30″N 78°24′30″E       |       |
| Centrale nucleare di Neckarwestheim             | 2 235         | 2        | PWR      | 1976          | Germania      | 49°02′30″N 9°10′30″E        |       |
| Centrale nucleare di Nine Mile Point            | 1 757         | 2        | BWR      | 1969          | Stati Uniti   | 43°31′15″N 76°24′25″W       |       |
| Centrale nucleare di Ningde                     | 4 320         | 4        | PWR      | 2013          | Cina          | 27°02′46″N 120°17′18″E      | [ 5 ] |
| Centrale nucleare di Nogent                     | 2 726         | 2        | PWR      | 1988          | Francia       | 48°30′55″N 3°31′04″E        |       |
| Centrale nucleare di North Anna                 | 1 790         | 2        | PWR      | 1978          | Stati Uniti   | 38°03′38″N 77°47′22″W       |       |
| Centrale nucleare di Novovoronezhskaya          | 2 409         | 5        | VVER     | 1964          | Russia        | 51°16′30″N 39°12′00″E       |       |
| Centrale nucleare di Oconeen                    | 2 500         | 3        | PWR      | 1973          | Stati Uniti   | 34°47′38″N 82°53′53″W       |       |
| Centrale nucleare di Ōi                         | 4 710         | 4        | PWR      | 1979          | Giappone      | 35°32′26″N 135°39′07″E      |       |
| Centrale nucleare di Olkiluoto                  | 1 780         | 3        | BWR/EPR  | 1979          | Finlandia     | 61°14′13″N 21°26′27″E       |       |
| Centrale nucleare di Onagawa                    | 2 174         | 2        | BWR      | 1984          | Giappone      | 38°24′04″N 141°29′59″E      |       |
| Centrale nucleare di Oskarshamn                 | 2 308         | 3        | BWR      | 1972          | Svezia        | 57°24′56″N 16°40′16″E       |       |
| Centrale nucleare di Paks                       | 1 755         | 4        | VVER     | 1983          | Ungheria      | 46°34′21″N 18°51′15″E       |       |
| Centrale nucleare di Palo Verde                 | 3 739         | 3        | PWR      | 1986          | Stati Uniti   | 33°23′21″N 112°51′54″W      |       |
| Centrale nucleare di Paluel                     | 5 320         | 4        | PWR      | 1985          | Francia       | 49°51′29″N 0°38′08″E        |       |
| Centrale nucleare di Penly                      | 2 764         | 2        | PWR      | 1990          | Francia       | 49°58′36″N 1°12′43″E        |       |
| Centrale nucleare di Perry                      | 1 260         | 1        | BWR      | 1987          | Stati Uniti   | 41°48′03″N 81°08′36″W       |       |
| Centrale nucleare di Philippsburg               | 2 384         | 2        | BWR/PWR  | 1979          | Germania      | 49°15′09″N 8°26′11″E        |       |
| Centrale nucleare di Pickering                  | 4 336         | 6        | PHWR     | 1971          | Canada        | 43°48′42″N 79°03′57″W       |       |
| Centrale nucleare di Point Lepreau              | 0 635         | 1        | PHWR     | 1983          | Canada        | 45°04′10″N 66°27′20″W       |       |
| Centrale nucleare di Prairie Island             | 1 076         | 2        | PWR      | 1973          | Stati Uniti   | 44°37′18″N 92°37′59″W       |       |
| Centrale nucleare di Qinshan                    | 6 526         | 7        | PWR/PHWR | 1994          | Cina          | 30°26′08″N 120°57′23″E      |       |
| Centrale nucleare di Quad Cities                | 1 700         | 2        | BWR      | 1973          | Stati Uniti   | 41°43′35″N 90°18′36″W       |       |
| Centrale nucleare di Rajasthan                  | 1 085         | 6        | PHWR     | 1973          | India         | 24°52′20″N 75°36′50″E       |       |
| Centrale nucleare di Ringhals                   | 3 662         | 2        | PWR      | 1975          | Svezia        | 57°15′35″N 12°06′39″E       |       |
| Centrale nucleare di Rivne                      | 2 645         | 4        | VVER     | 1981          | Ucraina       | 51°19′40″N 25°53′30″E       |       |
| Centrale nucleare di Rostov                     | 2 000         | 4        | VVER     | 2001          | Russia        | 47°35′58″N 42°22′19″E       |       |
| Centrale nucleare di Saint-Alban                | 2 670         | 2        | PWR      | 1986          | Francia       | 45°24′03.6″N 4°45′19.44″E   |       |
| Centrale nucleare di Saint-Laurent              | 1 912         | 2        | GCR/PWR  | 1969          | Francia       | 47°43′12″N 1°34′39″E        |       |
| Centrale nucleare di Saint Lucie                | 1 700         | 2        | PWR      | 1976          | Stati Uniti   | 27°20′55″N 80°14′47″W       |       |
| Centrale nucleare di Salem                      | 2 275         | 2        | PWR      | 1977          | Stati Uniti   | 39°27′46″N 75°32′08″W       |       |
| Centrale nucleare di Sanmen                     | 2 200         | 2        | PWR      | 2018          | Cina          | 29°06′04″N 121°38′23″E      |       |
| Centrale nucleare di San Onofre                 | 2 350         | 3        | PWR      | 1968          | Stati Uniti   | 33°22′08″N 117°33′18″W      |       |
| Centrale nucleare di Seabrook Station           | 1 270         | 1        | PWR      | 1990          | Stati Uniti   | 42°53′56″N 70°51′03″W       |       |
| Centrale nucleare di Sendai                     | 1 780         | 2        | PWR      | 1984          | Giappone      | 31°50′01″N 130°11′23″E      |       |
| Centrale nucleare di Sequoyah                   | 2 333         | 2        | PWR      | 1981          | Stati Uniti   | 35°13′35″N 85°05′30″W       |       |
| Centrale nucleare di Shika                      | 1 898         | 2        | BWR/ABWR | 1993          | Giappone      | 37°03′40″N 136°43′35″E      |       |
| Centrale nucleare di Shimane                    | 0 820         | 1        | BWR      | 1974          | Giappone      | 35°32′18″N 132°59′57″E      |       |
| Centrale nucleare di Shin Kori                  | 4 826         | 4        | PWR      | 2011          | Corea del Sud | 35°19′44.4″N 129°18′00″E    | [ 3 ] |
| Centrale nucleare di Shin Wolsong               | 1 820         | 2        | PWR      | 2012          | Corea del Sud | 35°43′26″N 129°28′44″E      | [ 3 ] |
| Centrale nucleare di Sizewell B                 | 1 195         | 1        | EPR      | 1987          | Regno Unito   | 52°12′48″N 1°37′07″E        |       |
| Centrale nucleare di Smolensk                   | 3 000         | 3        | LWGR     | 1983          | Russia        | 54°10′09″N 33°14′48″E       |       |
| Centrale nucleare di South Texas                | 2 500         | 2        | PWR      | 1988          | Stati Uniti   | 28°47′44″N 96°02′56″W       |       |
| Centrale nucleare di South Ukraine              | 3 000         | 3        | PWR      | 1983          | Ucraina       | 47°49′00″N 31°13′00″E       |       |
| Centrale nucleare di Surry                      | 1 600         | 2        | PWR      | 1972          | Stati Uniti   | 37°09′56″N 76°41′52″W       |       |
| Centrale nucleare di Susquehanna                | 2 216         | 2        | BWR      | 1983          | Stati Uniti   | 41°05′20″N 76°08′56″W       |       |
| Centrale nucleare di Taishan                    | 3 500         | 2        | EPR      | 2018          | Cina          | 21°54′34″N 112°58′45″E      |       |
| Centrale nucleare di Takahama                   | 3 304         | 4        | PWR      | 1974          | Giappone      | 35°31′20″N 135°30′17″E      |       |
| Centrale nucleare di Tarapur                    | 1 400         | 4        | BWR/PHWR | 1969          | India         | 19°49′40″N 72°39′40″E       |       |
| Centrale nucleare di Temelín                    | 1 805         | 2        | VVER     | 2002          | Rep. Ceca     | 49°10′48″N 14°22′34″E       |       |
| Centrale nucleare di Tianwan                    | 2 120         | 6        | VVER/PWR | 2007          | Cina          | 34°41′13″N 119°27′35″E      |       |
| Centrale nucleare di Tihange                    | 2 985         | 3        | PWR      | 1975          | Belgio        | 50°32′05″N 5°16′21″E        |       |
| Centrale nucleare di Tokai                      | 1 266         | 1        | BWR      | 1966          | Giappone      | 36°27′59″N 140°36′24″E      |       |
| Centrale nucleare di Tomari                     | 2 062         | 3        | PWR      | 1989          | Giappone      | 43°02′10″N 140°30′45″E      |       |
| Centrale nucleare di Torness                    | 1 364         | 2        | AGR      | 1988          | Regno Unito   | 55°58′05″N 2°24′33″W        |       |
| Centrale nucleare di Tricastin                  | 3 820         | 4        | PWR      | 1980          | Francia       | 44°19′47″N 4°43′56″E        |       |
| Centrale nucleare di Trillo                     | 1 066         | 1        | PWR      | 1988          | Spagna        | 40°42′04″N 2°37′19″W        |       |
| Centrale nucleare di Tsuruga                    | 1 517         | 2        | BWR/PWR  | 1970          | Giappone      | 35°40′22″N 136°04′38″E      |       |
| Centrale nucleare di Ulchin                     | 5 881         | 6        | PWR      | 1988          | Corea del Sud | 37°05′34″N 129°23′01″E      | [ 3 ] |
| Centrale nucleare di Unterweser                 | 1 410         | 1        | PWR      | 1979          | Germania      | 53°25′40″N 8°28′49″E        |       |
| Centrale nucleare di Vandellòs                  | 1 087         | 1        | PWR      | 1969          | Spagna        | 40°57′05″N 0°52′00″E        |       |
| Centrale nucleare di Vogtle                     | 2 430         | 2        | PWR      | 1987          | Stati Uniti   | 33°08′35″N 81°45′57″W       |       |
| Centrale nucleare di Waterford                  | 1 218         | 1        | PWR      | 1985          | Stati Uniti   | 29°59′42″N 90°28′17″W       |       |
| Centrale nucleare di Wolf Creek                 | 1 166         | 1        | PWR      | 1985          | Stati Uniti   | 38°14′20″N 95°41′20″W       |       |
| Centrale nucleare di Wolsong                    | 2 579         | 4        | PHWR     | 1983          | Corea del Sud | 35°42′40″N 129°28′30″E      | [ 3 ] |
| Centrale nucleare di Yangjiang                  | 4 320         | 6        | PWR      | 2014          | Cina          | 21°42′35″N 112°15′38″E      |       |
| Centrale nucleare di Zaporižžja                 | 6 000         | 6        | VVER     | 1985          | Ucraina       | 47°30′44″N 34°35′09″E       |       |